# Ancylistaceae
Famille
Les Ancylistaceae sont une famille de champignons de l'ordre des Entomophthorales. Ils sont appelés champignons entomopathogènes, parasites d'insectes ou d'autres arthropodes, entraînant leur mort.

## Liste des genres et espèces
| Selon Catalogue of Life (31 octobre 2015) : - genre Ancylistes - genre Conidiobolus - genre Macrobiotophthora | Selon NCBI (31 octobre 2015) : - genre Conidiobolus - Conidiobolus adiaeretus - Conidiobolus antarcticus - Conidiobolus bangalorensis - Conidiobolus brefeldianus - Conidiobolus chlamydosporus - Conidiobolus coronatus - Conidiobolus couchii - Conidiobolus denaeosporus - Conidiobolus firmipilleus - Conidiobolus gonimodes - Conidiobolus heterosporus - Conidiobolus humicola - Conidiobolus incongruus - Conidiobolus iuxtagenitus - Conidiobolus lamprauges - Conidiobolus lichenicola - Conidiobolus lobatus - Conidiobolus mycophagus - Conidiobolus nanodes - Conidiobolus nodosus - Conidiobolus obscurus - Conidiobolus osmodes - Conidiobolus paulus - Conidiobolus polytocus - Conidiobolus pseudapiculatus - Conidiobolus pumilus - Conidiobolus rhysosporus - Conidiobolus sinensis - Conidiobolus stromoideus - Conidiobolus thromboides - Conidiobolus undulatus - genre Macrobiotophthora - Macrobiotophthora vermicola |